# Nova história da expansão Portuguesa
Die Nova história da expansão Portuguesa (portugiesisch für: „Neue Geschichte der portugiesischen Expansion“) ist eine portugiesische wissenschaftliche Buchreihe zur portugiesischen (kolonialen) Expansion. Sie erschien bei Editorial Estampa seit den 1980er Jahren.

## Kurzeinführung
Zu ihren erklärten Zielen zählt es, sich „an etablierte [...] jüngere Historiker zu wenden, die sich für die Kontinuität und Erneuerung dieses grundlegenden Bereichs des Wissens über die portugiesische Vergangenheit einsetzen“. Herausgeber bzw. Koordinatoren der Reihe sind Joel Serrão und A. H. de Oliveira Marques.
Die Reihe mit Titeln wie Das luso-brasilianische Reich, Die Expansion im 15. Jahrhundert, Die atlantische Kolonisation, Das Orientalische Reich oder Das Afrikanische Reich (teils zweibändig) umfasst den Zeitraum vom Beginn des 15. Jahrhunderts bis zum dritten Viertel des 20. Jahrhunderts: die marokkanische Expansion, die maritimen Entdeckungen, die Kolonisierung der Inseln und des Festlandes, der transozeanische Verkehr, der kulturelle Austausch usw.

## Bände (Auswahl)
- O Império Luso-Brasileiro. A. H. de Oliveira Marques. 1986
- A Expansão Quatrocentista. A.H. de Oliveira Marques. 1998
- A Colonização Atlântica – tomo 1. A.H. de Oliveira Marques 2005
- A Colonização Atlântica – tomo 2. A.H. de Oliveira Marques. 2005
- O Império Oriental. Maria de Jesus dos Mártires Lopes
- O Império Oriental (1660–1820) – tomo 2. Maria de Jesus dos Mártires Lopes
- O império Africano 1812–1890 – Alexandre, Valentim; Dias, Jill. Estampa, Lisboa, 1998
- O império Africano 1890–1930. Oliveira Marques, A.H. de